# Abizanda
Abizanda – gmina w Hiszpanii, w prowincji Huesca, w Aragonii, o powierzchni 44,84 km². W 2011 roku gmina liczyła 136 mieszkańców.